# Lancer du disque masculin aux championnats du monde d'athlétisme 2015
Pour un article plus général, voir Championnats du monde d'athlétisme 2015.
Navigation
Moscou 2013 Londres 2017
L'épreuve du lancer du disque masculin des championnats du monde de 2015 s'est déroulée les 27 et 29 août 2015 dans le Stade national, le stade olympique de Pékin. Elle est remportée par le Polonais Piotr Małachowski.
En l'absence du tenant du titre, l'Allemand Robert Harting, c'est le vice-champion 2013, le Polonais Piotr Małachowski, qui l'emporte devant le Belge Philip Milanov, qui pour l'occasion améliore son record national, et son compatriote Robert Urbanek.

## Records et performances

### Records
Les records du lancer du disque hommes (mondial, des championnats et par continent) étaient avant les championnats 2015 les suivants :
| Record                    | Athlète         | Pays               | Distance | Lieu              | Date           |
| ------------------------- | --------------- | ------------------ | -------- | ----------------- | -------------- |
| Record du monde           | Jürgen Schult   | Allemagne de l'Est | 74,08 m  | Neubrandenburg    | 6 juin 1986    |
| Record des championnats   | Lars Riedel     | Allemagne          | 69,72 m  | Edmonton          | 8 août 2001    |
| Record d'Afrique          | Frantz Kruger   | Afrique du Sud     | 70,32 m  | Salon-de-Provence | 26 mai 2002    |
| Record d'Asie             | Ehsan Hadadi    | Iran               | 69,32 m  | Tallinn           | 3 juin 2008    |
| Record d'Amérique du Nord | Ben Plucknett   | États-Unis         | 72,34 m  | Stockholm         | 7 juillet 1981 |
| Record d'Amérique du Sud  | Jorge Balliengo | Argentine          | 66,32 m  | Rosario           | 15 avril 2006  |
| Record d'Europe           | Jürgen Schult   | Allemagne de l'Est | 74,08 m  | Neubrandenburg    | 6 juin 1986    |
| Record d'Océanie          | Benn Harradine  | Australie          | 68,20 m  | Townsville        | 10 mai 2013    |

## Médaillés
| Or                | Argent         | Bronze         |
| Piotr Małachowski | Philip Milanov | Robert Urbanek |

## Résultats

### Finale
| Rang               | Athlète            | Pays      | Essais  | Essais  | Essais  | Essais  | Essais  | Essais  | Marque  | Notes |
| Rang               | Athlète            | Pays      | 1       | 2       | 3       | 4       | 5       | 6       | Marque  | Notes |
| ------------------ | ------------------ | --------- | ------- | ------- | ------- | ------- | ------- | ------- | ------- | ----- |
| Médaille d'or      | Piotr Małachowski  | Pologne   | 65,09 m | 67,40 m | 62,04 m | 64,40 m | 64,59 m | 64,84 m | 67,40 m |       |
| Médaille d'argent  | Philip Milanov     | Belgique  | 60,06 m | 64,38 m | 66,90 m |         | 62,32 m | 65,67 m | 66,90 m | NR    |
| Médaille de bronze | Robert Urbanek     | Pologne   | 60,47 m | 61,58 m | 64,14 m | 64,62 m | 65,18 m |         | 65,18 m |       |
| 4                  | Gerd Kanter        | Estonie   | 64,82 m | 63,52 m | 63,95 m | 64,01 m | 64,65 m |         | 64,82 m |       |
| 5                  | Daniel Ståhl       | Suède     | 61,74 m | 60,42 m | 64,42 m | 64,73 m |         |         | 64,73 m | SB    |
| 6                  | Apostolos Parellis | Chypre    | 63,20 m | 64,55 m | 63,63 m | 63,46 m | 64,39 m | 62,66 m | 64,55 m |       |
| 7                  | Fedrick Dacres     | Jamaïque  | 64,22 m | 59,80 m |         | 62,74 m | 61,73 m |         | 64,22 m |       |
| 8                  | Christoph Harting  | Allemagne | 63,94 m | 63,55 m |         |         |         |         | 63,94 m |       |
| 9                  | Vikas Gowda        | Inde      | 60,28 m |         | 62,24 m |         |         |         | 62,24 m |       |
| 10                 | Benn Harradine     | Australie | 58,15 m |         | 62,05 m |         |         |         | 62,05 m |       |
| 11                 | Mauricio Ortega    | Colombie  | 13,10 m |         | 62,01 m |         |         |         | 62,01 m |       |
| 12                 | Julian Wruck       | Australie | 59,74 m | 60,01 m | 56,78 m |         |         |         | 60,01 m |       |

### Qualifications
Qualification : 65,00 m (Q) ou les 12 meilleurs lancers (q).
| Rang | Groupe | Nom                      | Pays           | Essai 1 | Essai 2 | Essai 3 | Marque  | Notes |
| ---- | ------ | ------------------------ | -------------- | ------- | ------- | ------- | ------- | ----- |
| 1    | A      | Fedrick Dacres           | Jamaïque       | 65,77 m |         |         | 65,77 m | Q     |
| 2    | A      | Piotr Małachowski        | Pologne        | X       | 59,08 m | 65,59 m | 65,59 m | Q     |
| 3    | B      | Gerd Kanter              | Estonie        | X       | 64,78 m | 61,94 m | 64,78 m | q     |
| 4    | A      | Apóstolos Paréllis       | Chypre         | 63,93 m | 64,41 m | 63,25 m | 64,41 m | q     |
| 5    | B      | Robert Urbanek           | Pologne        | 62,97 m | 64,23 m | X       | 64,23 m | q     |
| 6    | B      | Christoph Harting        | Allemagne      | 64,23 m | -       | -       | 64,23 m | q     |
| 7    | A      | Vikas Gowda              | Inde           | 63,86 m | 63,84 m | X       | 63,86 m | q     |
| 8    | A      | Philip Milanov           | Belgique       | X       | 62,20 m | 63,85 m | 63,85 m | q     |
| 9    | A      | Daniel Ståhl             | Suède          | 62,66 m | 61,22 m | 62,06 m | 62,66 m | q     |
| 10   | A      | Julian Wruck             | Australie      | 60,84 m | 60,80 m | 62,63 m | 62,63 m | q     |
| 11   | B      | Mauricio Ortega          | Colombie       | 58,81 m | X       | 62,54 m | 62,54 m | q     |
| 12   | B      | Benn Harradine           | Australie      | 60,75 m | 62,48 m | X       | 62,48 m | q     |
| 13   | A      | Victor Hogan             | Afrique du Sud | 62,41 m | X       | 62,33 m | 62,41 m |       |
| 14   | A      | Andrius Gudžius          | Lituanie       | 59,64 m | 58,25 m | 62,22 m | 62,22 m |       |
| 15   | B      | Daniel Jasinski          | Allemagne      | 57,65 m | 61,53 m | 61,70 m | 61,70 m |       |
| 16   | A      | Martin Kupper            | Estonie        | 60,23 m | 61,59 m | 59,98 m | 61,59 m |       |
| 17   | B      | Chad Wright              | Jamaïque       | 60,78 m | 61,53 m | 61,23 m | 61,53 m |       |
| 18   | A      | Zoltán Kővágó            | Hongrie        | 56,19 m | X       | 61,37 m | 61,37 m |       |
| 19   | A      | Martin Wierig            | Allemagne      | 61,35 m | X       | X       | 61,35 m |       |
| 20   | A      | Lukas Weißhaidinger      | Autriche       | 60,68 m | 61,26 m | 60,62 m | 61,26 m |       |
| 21   | A      | Ronald Julião            | Brésil         | 61,02 m | 59,71 m | 59,28 m | 61,02 m |       |
| 22   | B      | Jason Morgan             | Jamaïque       | 60,85 m | 60,81 m | 60,02 m | 60,85 m |       |
| 23   | B      | Axel Härstedt            | Suède          | 60,52 m | X       | X       | 60,52 m |       |
| 24   | B      | Ehsan Hadadi             | Iran           | 60,39 m | X       | X       | 60,39 m |       |
| 25   | B      | Alex Rose                | Samoa          | 57,78 m | 59,07 m | X       | 59,07 m |       |
| 26   | B      | Russell Winger           | États-Unis     | 56,08 m | 53,16 m | 58,69 m | 58,69 m |       |
| 27   | B      | Essa Mohammed al-Zankawi | Koweït         | 58,44 m | 58,68 m | 57,64 m | 58,68 m |       |
| 28   | B      | Lois Maikel Martínez     | Espagne        | 58,01 m | 57,91 m | X       | 58,01 m |       |
| 29   | B      | Jared Schuurmans         | États-Unis     | 55,95 m | 57,71 m | 57,74 m | 57,74 m |       |
| 30   | B      | Gerhard Mayer            | Autriche       | X       | 57,73 m | X       | 57,73 m |       |
| -    | A      | Rodney Brown             | États-Unis     | X       | X       | X       | NM      |       |

## Engagés
Pour se qualifier, il faut avoir réalisé au moins 65,00 m (minimum unique) entre le 1er octobre 2014 et le 10 août 2015.
1. Piotr Małachowski (POL) 68,29 m	Cetniewo	01.08.2015
2. Jason Morgan (JAM) 68.19	Pearl MS	06.06.2015
3. Christoph Harting (GER) 67.93	Halle	16.05.2015
4. Zoltán Kővágó (HUN) 67.39	Szombathely	17.06.2015
5. Lukas Weißhaidinger (AUT) 67.24	Schwechat 	01.08.2015
6. Gerhard Mayer (AUT) 67,20	Schwechat 	05.05.2015
7. Benn Harradine (AUS) 66.75	Wiesbaden 	10.05.2015
8. Martin Kupper (EST) 66,67	Leiria  14.03.2015
9. Philip Milanov (BEL) 66,66	Leuven  08.08.2015
10. Fedrick Dacres (JAM) 66,40	Mona (JAM)	21.03.2015
11. Robert Urbanek (POL) 66.31	Szczecin 	09.08.2015
12. Jared Schuurmans (USA) 66,10	Claremont CA 	07.06.2015
13. Gerd Kanter (EST) 66.02	Kohila 24.07.2015
14. Martin Wierig (GER) 65.94	Schönebeck 	26.06.2015
15. Daniel Jasinski (GER) 65,93	Leiria 08.08.2015
16. Vikas Gowda (IND) 65.75	 La Jolla CA	25.04.2015, champion d'Asie
17. Julian Wruck (AUS) 65.54	Brisbane 23.11.2014
18. Andrius Gudžius (LTU) 65.51	Leiria	14.03.2015
19. Lois Maikel Martínez (ESP) 65,30	Málaga	10.06.2015
20. Rodney Brown (USA) 65,04	Philadelphia PA	25.04.2015
21. Apóstolos Paréllis (CYP) 65,04	Leiria 14.03.2015
22. Chad Wright (JAM) 65,03 La Jolla CA	25.04.2015
23. Victor Hogan (RSA) 64,56	Leiria 	09.08.2015	champion d'Afrique
24. Mauricio Ortega (COL) 64,47	Medellín 09.05.2015, champion d'Amérique du Sud
25. Russ Winger (USA) 64.34	Eugene OR 25.06.2015	champion NACAC
26. Alex Rose (SAM) 61.35	Claremont CA 07.06.2015, champion d'Océanie
27. Ehsan Hadadi (IRI) 64,94	Grevenmacher 12.07.2015, invité
28. Axel Härstedt (SWE) 64,72	Bottnaryd 	27.06.2015, invité
29. Ronald Julião (BRA) 64,65	Toronto 23.07.2015, invité
30. Daniel Ståhl (SWE) 63,38	Sundsvall 01.07.2015, invité
31. Essa Moh. Gharib al-Zankawi (KUW) 63.22	Manama	27.04.2015, invité
32. Eligijus Ruškys (LTU) 63.21	Kaunas 21.07.2015, invité.

Parmi les non-inscrits, figurent Viktor Butenko (RUS), Erik Cadée (NED), mais le principal absent est Robert Harting (GER), champion du monde et d'Europe sortant.

## Légende
Records et Performances
- AR : Record continental (area record)
- CR : Record des championnats (championship record)
- MR : Record du meeting (meet record)
- NR : Record national (national record)
- OR : Record olympique (olympic record)
- PR : Record paralympique (paralympic record)
- PB : Record personnel (personal best)
- SB : Meilleure performance personnelle de la saison (season's best)
- WL : Meilleure performance mondiale de l'année (world leader)
- WJR : Record du monde junior (world junior record)
- WR : Record du monde (world record)

Circonstances et Conditions
- DNF : N'a pas terminé (did not finish)
- DNS : N'a pas pris le départ (did not start)
- DQ : Disqualification (disqualification)
- NM : Aucun essai valable enregistré (No Mark)
- Q : Qualifié « directement » au prochain tour (ou à la prochaine compétition), lors d'une compétition majeure, grâce au classement ou à la réalisation des minima (automatic qualifier)
- q : Qualifié au prochain tour (ou à la prochaine compétition), lors d'une compétition majeure, grâce au repêchage ou à la réalisation de l'une des meilleures performances parmi celles des « non qualifiés directement » (grâce au meilleur temps ou à la meilleure distance par exemple) (secondary qualifier)